# Liste der Lieder von Charles Mingus
Die Liste der Lieder von Charles Mingus ist eine Übersicht der Gesangsstücke in Liedform, zu denen Charles Mingus die Melodie geschrieben hat.
Der Bassist und Bandleader Charles Mingus (1922–1979) ist wohl am besten als Komponist bekannt, jedoch nicht als Liedtexter. Dennoch schrieb er eine Reihe von Gesangsstücken mit seinen eigenen Texten, am bekanntesten sein frühes Werk „Weird Nightmare“ von 1946, außerdem „Eclipse“, „Duke Ellington’s Sound of Love“ und „Portrait“. Die Texte zu einigen seiner Instrumental-Stücken stammen von einer Reihe musikalischer Partner, darunter Langston Hughes, Doug Hammond, Rahsaan Roland Kirk, Joni Mitchell, sowie postum Elvis Costello. Texte und Lieder von Charles Mingus wurden auch auf der Kompilation Weird Nightmare: Meditations on Mingus (1992) dargeboten.
Die Tabelle listet die Lieder in alphabetischer Reihenfolge, mit Angabe des Liedbeginns, des Liedtexters sowie des Albums und Jahrs der Erstveröffentlichung (z. T. der Instrumentalversion). In der zweiten Albumspalte wird ggf. das jeweilige Album mit der Erstveröffentlichung als Lied aufgeführt.
| Liedtitel                                          | Liedanfang | Liedtexter                                                                   | Album                                                                            | VÖ   | Album II                                                             | Weitere Informationen |
| -------------------------------------------------- | --- | ---------------------------------------------------------------------------- | -------------------------------------------------------------------------------- | ---- | -------------------------------------------------------------------- | --- |
| Baby, Take a Chance with Me                        | | Mingus                                                                       | Charles 'Baron' Mingus: West Coast 1945–49                                       | 1946 |                                                                      | Gesang: Claude Trenier |
| Chair in the Sky                                   | „The rain slammed hard as bars / It caught me-by surprise“                                                                                | Joni Mitchell                                                                | Joni Mitchell: Mingus                                                            | 1979 |                                                                      | Chair in the Sky war auch der Titel einer LP der Mingus Dynasty, die 1979 erschien. |
| Consider Me                                        | „Consider me, A colored boy, Once sixteen, Once five, once three, Once nobody, Now me.“                                                   | Langston Hughes                                                              | Langston Hughes: Weary Blues                                                     | 1966 |                                                                      | Das Gedicht wurde erstmals 1951 veröffentlicht, in der vom Bebop geprägten Periode von Hughes’ „Montage of a Dream Deferred“. |
| Devil Woman                                        | I'm gonna get me a Devil Woman / Angel Woman don't mean me no good                                                                        | Mingus                                                                       | Oh Yeah                                                                          | 1962 |                                                                      | |
| Dizzy Profile                                      | „There was once a time a friend of mine would play a melody and there would be a song“                                                    | Doug Hammond                                                                 | Frank Lacy & Mingus Big Band: Mingus Sings                                       | 2015 |                                                                      | „Dizzy Profile“ existierte nur als Notenblatt mit einem Text, der von Schlagzeuger und Sänger Doug Hammond geschrieben wurde. Der Song hebt die Errungenschaften des großen Bebop-Trompeters Dizzy Gillespie hervor. |
| Don't Let It Happen Here                           | „One day they came and took the communists, and I said nothin’ because I was not a communist.“                                            | Music Written for Monterey 1965, Not Heard... Played in Its Entirety at UCLA | 1966                                                                             |      |                                                                      | Das Gedicht ist inspiriert von „Als die Nazis die Kommunisten holten, habe ich geschwiegen; ich war ja kein Kommunist.“ des deutschen antifaschistischen Pfarrers Martin Niemöller. Gesprochen, nicht gesungen. |
| Dry Cleaner from Des Moines                        | „I’m down to a roll of dimes / I’m stalking the slot that’s hot“                                                                          | Joni Mitchell                                                                | Joni Mitchell: Mingus                                                            | 1979 |                                                                      | Joni Mitchell stellte dieses Lied am 4. September 1978 beim Bread & Roses Festival of Music a cappella vor. |
| Duke Ellington’s Sound of Love                     | „I was young and carefree / Not a song had found my soul“                                                                                 | Charles Mingus                                                               | Changes One/Two                                                                  | 1975 |                                                                      | Gesang: Jackie Paris |
| Eclipse                                            | „Eclipse, when the moon meets the sun / Eclipse, these bodies become a one“                                                               | Charles Mingus                                                               | The Charles Mingus Octet                                                         | 1953 | Pre-Bird, Charles Mingus and Friends in Concert                      | Sängerin: Janet Thurslow. 1960 dann von Lorraine Cousins gesungen, 1972 von Honey Gordon. Weitere Aufnahme: Jeanne Lee (mit Ran Blake). |
| Freedom                                            | This mule ain't from Moscow / This mule ain't from the South / But this mule has had some learnin' /Mostly mouth-to-mouth                 | Charles Mingus                                                               | The Complete Town Hall Concert                                                   | 1962 |                                                                      | |
| Goodbye Pork Pie Hat                               | „He put all of his soul / Into a tenor saxophone / He had a way a talking / ’t was a language of his own“                                 | Rahsaan Roland Kirk                                                          | Mingus Ah Um (Instrumentalversion)                                               | 1959 | Roland Kirk: The Return of the 5000 Lb. Man                          | 1976 veröffentlichte Roland Kirk eine erste Gesangsversion des Titels. |
| Goodbye Pork Pie Hat                               | „When Charlie speaks of Lester / You know someone great has gone / The sweetest swinging music man“                                       | Joni Mitchell                                                                | Mingus Ah Um (Instrumentalversion)                                               | 1959 | Joni Mitchell: Mingus                                                | |
| Hora Decubitus                                     | Siren is bending / the radio humming / Sun is breaking through and the storm is coming                                                    | Elvis Costello                                                               | Mingus Mingus Mingus Mingus Mingus (Instrumentalversion)                         | 1964 | Elvis Costello with The Metropole Orkest: My Flame Burns Blue (2006) | [ 3 ] |
| Invisible Lady                                     | „Nails tap the counter / Steps echo and fade / Is that a face in the window?“                                                             | Elvis Costello                                                               | Oh Yeah (Instrumentalversion)                                                    | 1961 | Mingus Big Band: Tonight at Noon... Three of Four Shades of Love     | Costello schrieb 2002 einen Liedtext zu Mingus’ Musik für das Album Tonight at Noon: Three of Four Shades of Love. |
| Jelly Roll                                         | „We wear disguises, corruptions and shames / Acting like fugitives assuming new names“                                                    | Elvis Costello                                                               | Mingus Ah Um (Instrumentalversion)                                               | 1959 | Frank Lacy & Mingus Big Band: Mingus Sings                           | Auf Anregung von Charles Mingus’ Witwe Sue schrieb Elvis Costello Texte für sechs Mingus-Kompositionen, die ursprünglich als Instrumentalstücke gedacht waren, darunter „Jelly Roll“. |
| Make Believe                                       | „Make Believe, Make Believe You Never Let Me Oh My Darling in Your Heart“                                                                 | Charles Mingus                                                               | Paris in Blue / Make Believe (Single)                                            | 1952 | -                                                                    | Quintett-Aufnahme für Debut Records mit dem Sänger Jackie Paris |
| Noonlight                                          | „Whenever you say you love me / whenever you say you care“                                                                                | Sue Graham Mingus                                                            |                                                                                  | 2015 | Frank Lacy & Mingus Big Band: Mingus Sings                           | „Noonlight“ wurde vom Musikwissenschaftler Andrew Homzy gefunden, als er Papiere im Zusammenhang mit Mingus’ Hauptwerk Epitaph einreichte. Homzy präsentierte die Musik Sue Mingus, die entschied, dass sie es als Ballade mochte, und schrieb anschließend einen Liedtext und gab dem Stück einen Titel.                                                             |
| Oh Lord Don't Let Them Drop That Atomic Bomb on Me | dto | Charles Mingus                                                               | Oh Yeah                                                                          | 1962 |                                                                      | Das Stück wurde später von Charlie Watts, Greg Cohen, Keith Richards und Bernard Fowler auf dem Kompilationsalbum Weird Nightmare: Meditations on Mingus (1992) gecovert. |
| Paris in Blue                                      | „Everybody listen / start right where are are“                                                                                            | Charles Mingus                                                               | Paris in Blue / Make Believe (Single)                                            | 1952 |                                                                      | Quintett-Aufnahme für Debut Records mit dem Sänger Jackie Paris |
| Portrait                                           | „I've seen a lot of pictures, most of the beauties of the world. From places I've traveled I still recall the quaint melody as I thrill.“ | Charles Mingus                                                               | Precognition / Portrait (Single)                                                 | 1952 |                                                                      | Charles Mingus Quintet mit Lee Konitz, Phyllis Pinkerton (Piano), George Koutzen (Cello), Al Levitt; Gesang: Jackie Paris |
| Sweet Sucker Dance                                 | „I almost closed the door / Cancelled on everything we opened up for“                                                                     | Joni Mitchell                                                                | Joni Mitchell: Mingus                                                            | 1979 |                                                                      | Mit Songs wie „Sweet Sucker Dance“ zeige Mitchell eine peinliche Tendenz, Besitz über Mingus’ Herz zu beanspruchen, schrieb Eric Lott in Black Mirror: The Cultural Contradictions of American Racism (2017): „We are dancing fools / you and me / tonight it's a dance of insecurity / it's my solo / while you're away / and shadows have the sadest things to say“ |
| This Subdues My Passion                            | | Elvis Costello                                                               | Charles 'Baron' Mingus: West Coast 1945-49                                       | 1945 |                                                                      | Elvis Costello hat das Lied im Konzert sowohl mit der Mingus Big Band als auch mit dem Charles Mingus Orchestra aufgeführt; die Uraufführung fand im September 1997 statt. |
| Weird Nightmare                                    | „You're there to haunt me when you say she doesn't want me.“                                                                              | Charles Mingus                                                               | Charles Mingus And His Orchestra: Shuffle Bass Boogie / Weird Nightmare (Single) | 1946 | Pre-Bird                                                             | Claude Trenier (vcl). 1960 dann von Ellaine Cousins gesungen. Elvis Costello interpretierte den Song 1995 im Duo mit Bill Frisell. |